# Кузбаєво
Кузба́єво (рос. Кузбай, башк. Ҡуҙбай) — присілок у складі Бураєвського району Башкортостану, Росія. Адміністративний центр Кузбаєвської сільської ради.
Населення — 394 особи (2010; 447 у 2002).
Національний склад:
- башкири — 94 %